# Neuenhaus (Gummersbach)
Neuenhaus ist ein Ortsteil von Gummersbach im Oberbergischen Kreis im Regierungsbezirk Köln in Nordrhein-Westfalen (Deutschland).

## Geographie
Neuenhaus befindet sich unmittelbar an der nordöstlichen Stadtgrenze von Gummersbach knapp 14 Kilometer vom Zentrum entfernt. Der Ort liegt an der Bundesstraße 54 (Groningen – Wiesbaden) in unmittelbarer Nähe der Bundesautobahn 45 („Sauerlandlinie“ Dortmund – Aschaffenburg). Direkt angrenzend und nur durch eine Seitenstraße der Bundesstraße getrennte befindet sich der Meinerzhagener Ortsteil Buntelichte. Benachbarte Gummersbacher Ortsteile sind nordwestlich Bracht und südlich Neuenschmiede.
Neuenhaus liegt mit 447 m ü. NN im „gebirgigsten“ Teil der Stadtgemeinde; die in nächster Nachbarschaft ansteigende Homert ist mit 519 m ü. NN gleichzeitig die höchste Erhebung im Oberbergischen Kreis.

## Busverbindung
- R52   Olpe ZOB (VWS)
- R52   Meinerzhagen Bf/ZOB (VWS)
- 570   Windebruch  (MVG)